# Kurilen
Die Kurilen (russisch: Курильские острова; japanisch: 千島列島, Chishima-rettō, deutsch „Archipel der tausend Inseln“) oder Kuril-rettō (クリル列島, Kuriru-rettō, dt. „Kurilen-Archipel“) sind eine etwa 1200 Kilometer lange, zu Russland gehörige und territorial teilweise umstrittene Inselkette mit mehr als 30 großen und kleinen Inseln vulkanischen Ursprungs in Ostasien. Sie verbinden wie eine Kette die russische Halbinsel Kamtschatka mit der japanischen Insel Hokkaidō. Die Inselkette trennt das Ochotskische Meer vom offenen Rest des Pazifiks.
Viele aktive Vulkane, sehr häufige Erdbeben, Schneestürme und Nebel im kaltgemäßigten Klima machen die in fischreichen Gewässern liegenden Inseln sehr unwirtlich. Die Natur auf den Inseln ist relativ unberührt. Die Kurilen gehören verwaltungsmäßig zu den Rajons Sewero-Kurilsk, Kurilsk und Juschno-Kurilsk der Oblast Sachalin. Die Gesamteinwohnerzahl beträgt 18.730 (Berechnung 2009).

## Geschichte

### Europäische Entdeckung
Als 1643 der niederländische Kapitän Maarten Gerritszoon de Vries die Kurilen als erster Westeuropäer erreichte, lebten etwa 3000 bis 3500 Ainu vom Fischfang, der Jagd und vom Handel bis hinauf zu den Aleuten-Inseln und nach Kamtschatka. 1697 entdeckte eine russische Expedition unter Wladimir Atlassow von Kamtschatka aus die nördlichen Kurilen, die erst 1711 von Danila Anzyferow und Iwan Kosyrewski gründlicher erforscht wurden. 1721 erreichten die Russen die Insel Kunashir. 1739 führte eine Expedition unter Martin Spangberg die Russen über die Kurilen und Hokkaidō bis zur japanischen Hauptinsel Honshū.

### Russisches Vordringen
1761 erteilte der Gouverneur von Sibirien P. A. Sojmonow den Befehl, die Ainu der Kurilen einschließlich von Hokkaidō, das die Russen zu jener Zeit noch als eine der Kurilen-Inseln betrachteten, Russland tributpflichtig zu machen. Standen die nördlichen Kurilen zu diesem Zeitpunkt bereits unter russischer Verwaltung, so weiteten die Russen 1766 ihre Kontrolle auch über Iturup und Kunashir aus. Um den damals bereits geäußerten Ansprüchen Japans auf diese beiden Inseln zu entgegnen, stellten die Russen dort 1768 Pfähle mit der Aufschrift „Kurilen“ auf. 1785–86 gelang es den Japanern, die Russen aus Iturup und Kunashir zu verdrängen. Danach erneut eingedrungene Russen wurden von den Japanern 1799 verjagt. 1801 besetzten die Japaner schließlich auch Urup, wo sich von 1795 bis 1807 die russische Siedlung Alexandra befand.

### Erste japanisch-russische Vereinbarungen
1855 wurde im Vertrag von Shimoda (dem ersten Vertrag zwischen Russland und Japan überhaupt) festgelegt: die Grenze der beiden Staaten liege zwischen den Inseln Iturup und Urup. Die Insel Sachalin (jap. Karafuto) wurde als Gebiet mit Interesse beider Seiten bezeichnet. Dies bedeutete, dass sich Angehörige beider Staaten dort ansiedeln konnten, was in den folgenden Jahren zu Konflikten zwischen russischen und japanischen Siedlern führte.

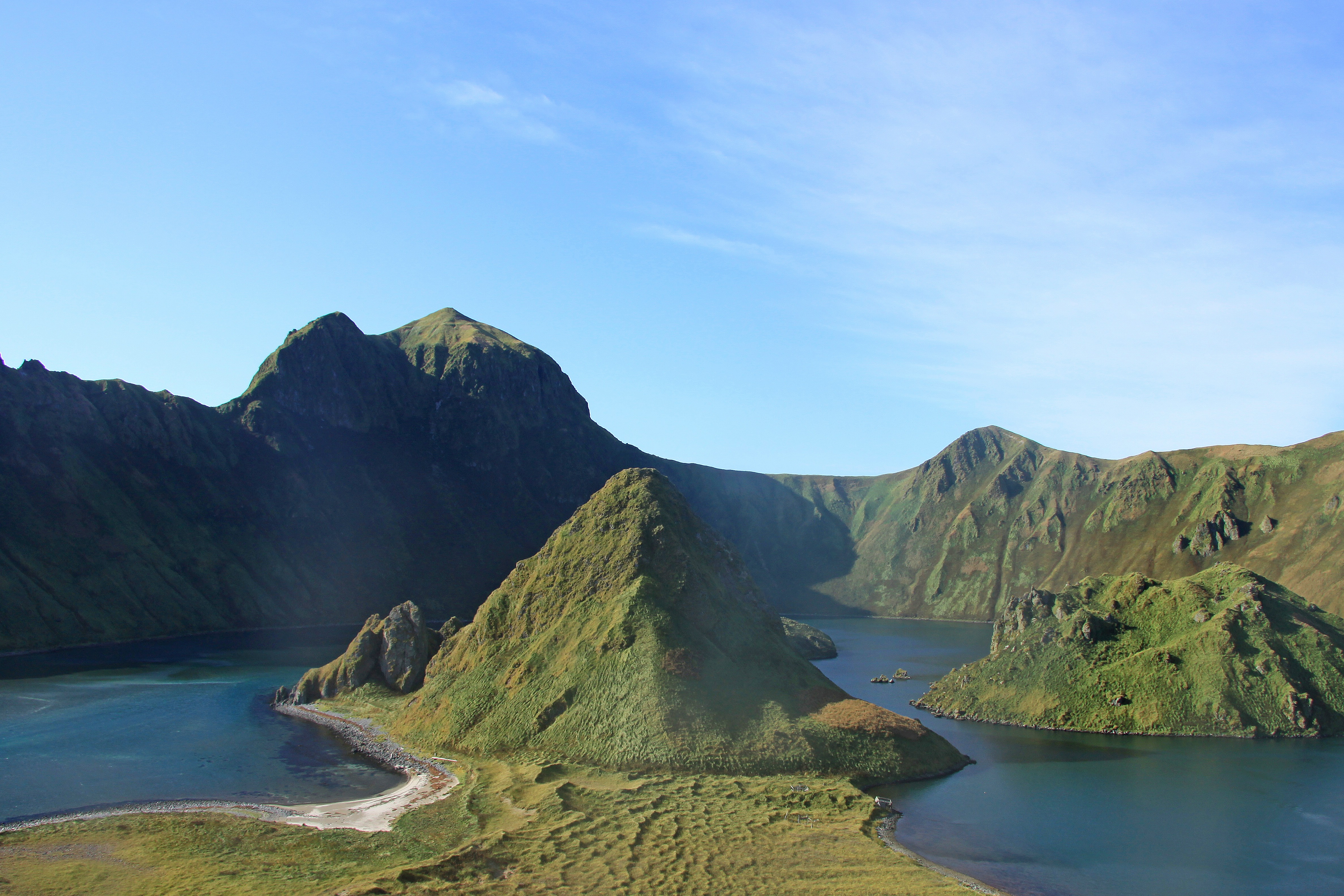
Caldera auf der Insel Uschischir

1875 wurde der Vertrag von Sankt Petersburg geschlossen, am 7. Mai (julianischer Kalender: 25. April) unterzeichneten der japanische Bevollmächtigte Enomoto Takeaki und der russische Staatsmann Fürst Alexander Gortschakow folgende Regelung: die seit 1855 noch russischen Kurilen-Inseln (in § 2 des Vertrags bezeichnet als die 18 Inseln zwischen Urup und Shumshu) nördlich von Etorofu wurden Japan zugesprochen; im Gegenzug wurde Sachalin vollständig an Russland abgetreten. Damit war der gesamte Kurilen-Archipel unter japanische Hoheit gefallen. Allein auf den nach 1945 von der Sowjetunion eroberten Südkurilen-Inseln Etorofu (russ. Iturup) und Kunashiri (russ. Kunashir) und den zur Präfektur Hokkaidō gehörenden Shikotan und Habomai-Inseln lebten 1945 insgesamt ca. 17.300 Japaner. 1946 mussten sie die Inseln verlassen. Bis heute gibt es Forderungen, diese südlichen Inseln an Japan zurückzugeben. Japan argumentiert dabei mit den Verträgen von 1855 bzw. 1875, dass nur diese 18 Inseln staatsrechtlich die Kurilen (oder Nord-Chishima) darstellen, während die beiden großen südlichen Inseln nicht zu den Kurilen gehören würden. Shikotan und die Habomai-Inseln gehörten sowieso nicht zu den Kurilen.

### Die Kurilen im Zweiten Weltkrieg

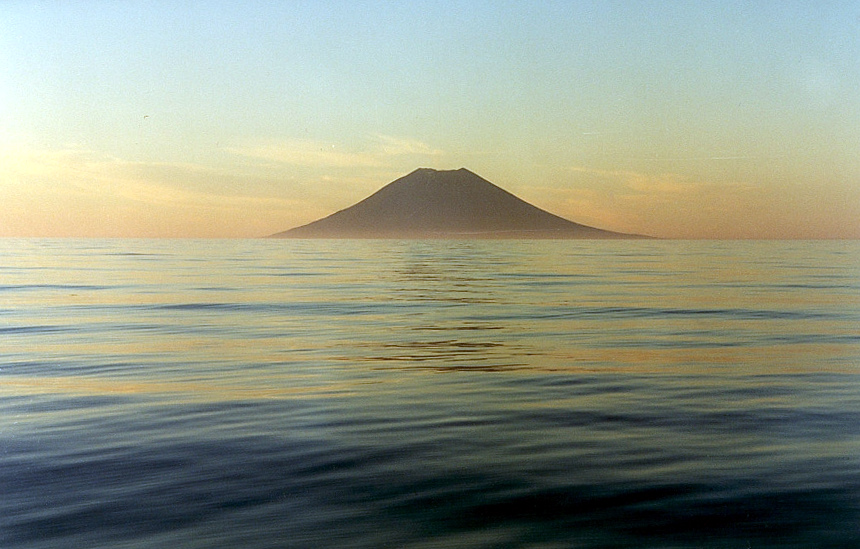
Atlassow-Insel

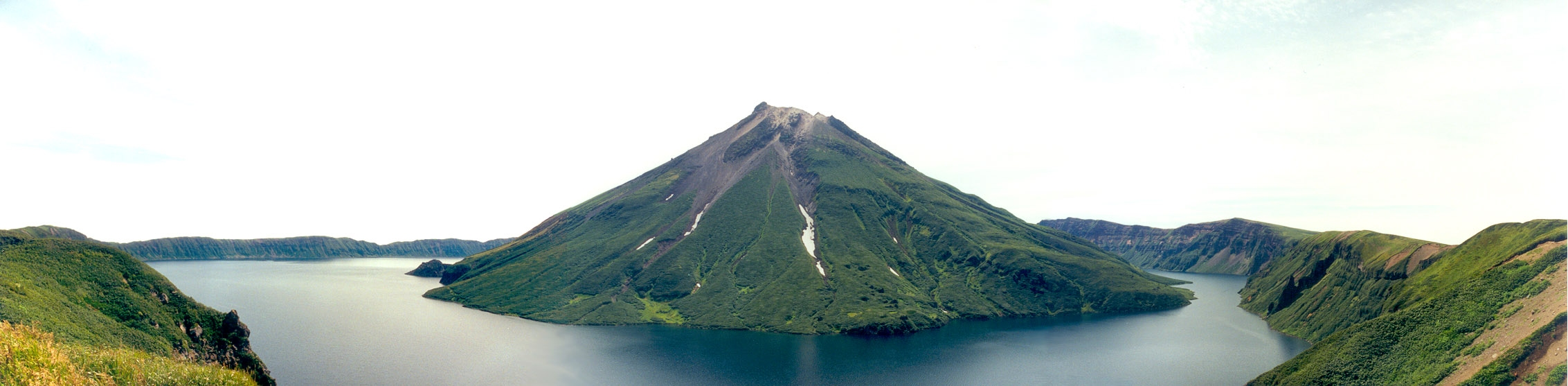
Insel Onekotan

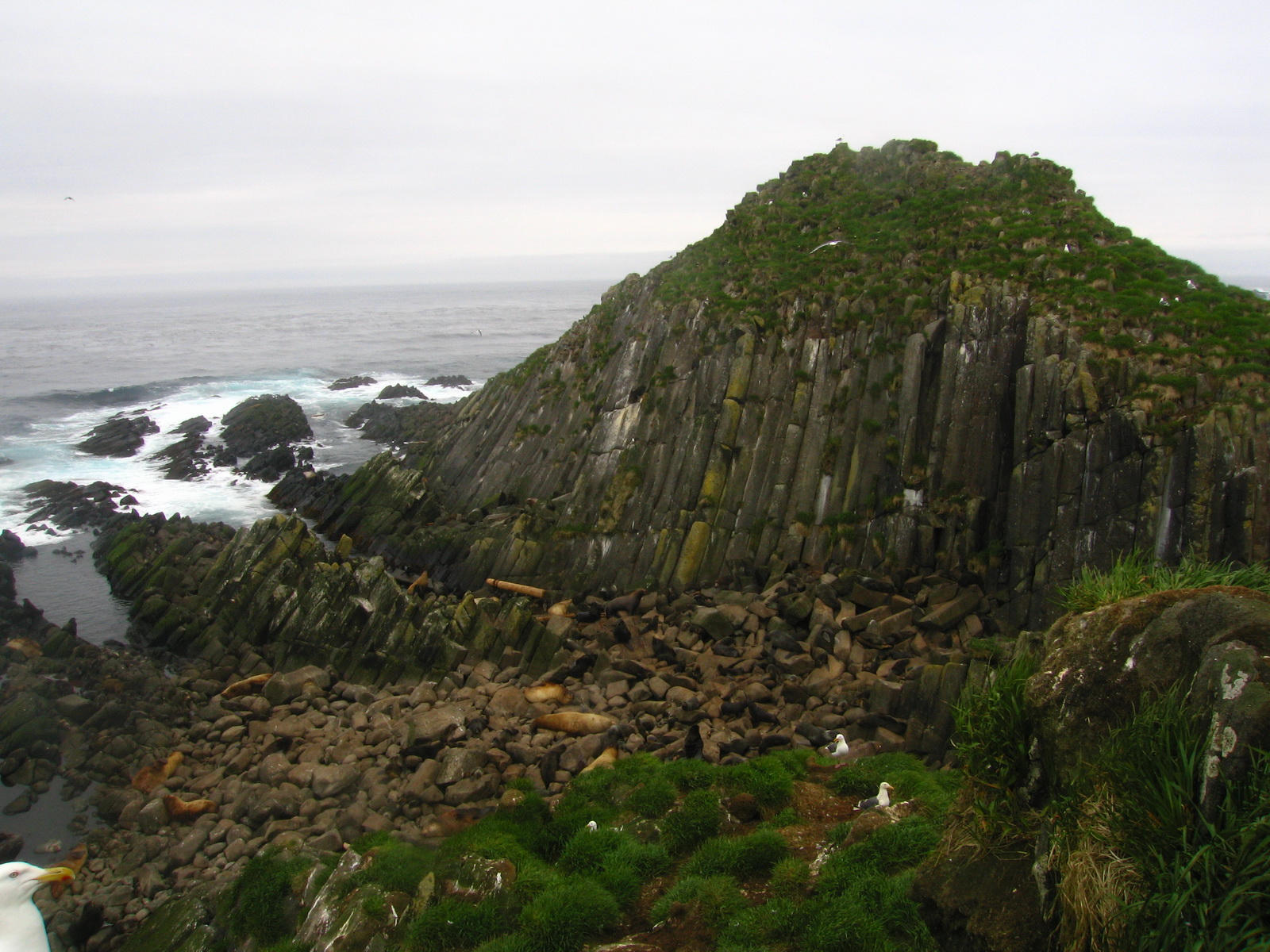
Lowuschki-Felsen

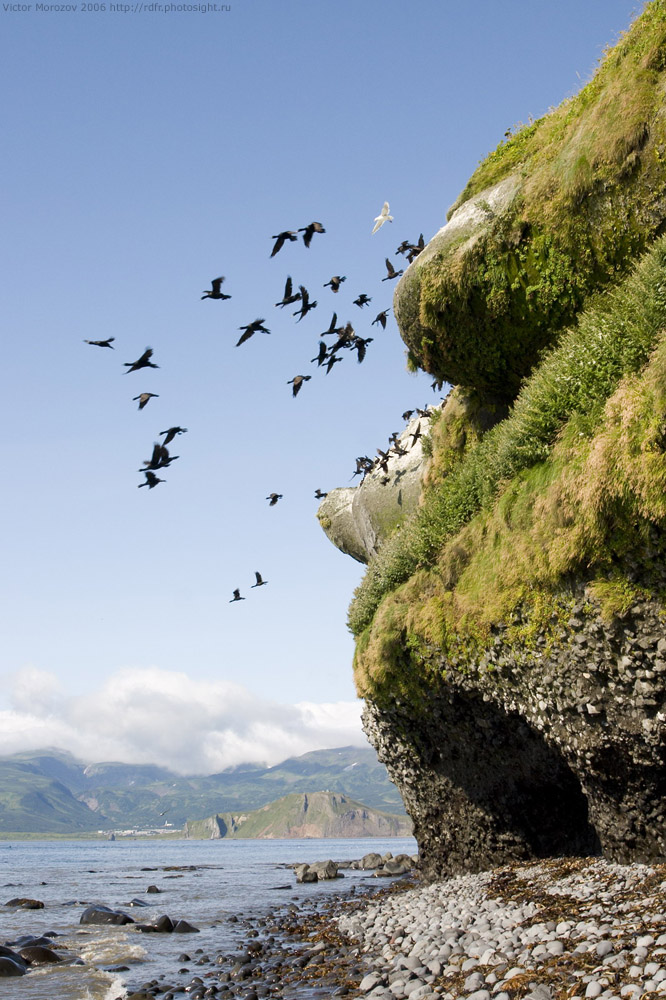
Kormorane auf der Insel Schumschu. Im Hintergrund ist die Insel Paramuschir zu sehen

Alle Kurilen-Inseln werden heute von Russland verwaltet. Die Sowjetunion besetzte den gesamten Inselbogen im August/September 1945 am Ende des Zweiten Weltkrieges, siehe Pazifikkrieg. Während die Hoheit Russlands über die nördlich liegenden Kurilen-Inseln unbestritten ist, fordert Japan seitdem die Rückgabe der südlichen Kurilen, die aus zwei großen Inseln vor der Nordostküste von Hokkaidō bestehen, sowie der Habomai-Inselgruppe und der Insel Shikotan, die nach japanischer Position nicht zu den Kurilen, sondern zu Hokkaidō gehören und im September 1945 ebenfalls von der UdSSR besetzt worden waren. Zusammenfassend bezeichnet man in Japan diese vier Gebiete als Nördliche Territorien.
Im Neutralitätspakt zwischen Japan und der Sowjetunion vom 13. April 1941 waren beide Vertragspartner die Verpflichtung eingegangen, die beiderseitige territoriale Integrität und Unverletzlichkeit zu respektieren. Am 5. April 1945 kündigte die Sowjetunion an, den Vertrag nicht mehr zu verlängern, so dass er am 25. April 1946 ungültig werden würde. Am 8. August 1945 erklärte die Sowjetunion Japan den Krieg, und es begann die Sowjetische Invasion der Mandschurei.
Auf den Inseln Paramushiru (russisch Paramuschir) und Schumschu am Nordende der Inselgruppe kurz vor Kamtschatka waren erst im Oktober 1940 Einheiten der 7. Division der japanischen Armee stationiert worden. Mit den Luftwaffenstützpunkten Kashiwabara und Kurabuzaki (letztere direkt neben dem Chikurachki-Vulkan, die Anlagen sind noch gut erhalten und heute Ziel vieler Touristen) im Süden der Insel und der Kataoka-Luftwaffenbasis sowie dem Marinehafen Kataoka auf der Nachbarinsel Shumshu besaßen diese Festungsinseln allein sieben Landebahnen und mehrere Häfen. Dazu kam die Bomberbasis Miyoshino auf Shumshu. Von dort aus lieferten sich die Japaner Fernduelle mit den auf den Aleuten bzw. Alaska stationierten Einheiten der United States Army Air Forces. Im Sommer 1945 standen auf diesen zwei nördlichsten Inseln etwa 22.000 Mann japanische Truppen und 70 Panzer, da die großangelegten Truppenverlegungen der Sowjetunion an die Grenzen der Mandschurei bzw. die Truppenkonzentrationen in den Häfen in der Maritimen Provinz bzw. Kamtschatkas/Nordsachalins den Japanern nicht entgangen waren.
Ursprünglich sollten die Kurilen-Inseln noch vor der Kapitulation Japans erobert werden, da bis zum 23. August 1945 nicht klar war, ob die Kurilen und halb Hokkaidō zur sowjetischen Besatzungszone Japans werden würden. Stalin beabsichtigte, quasi noch kurz vor Toresschluss Hokkaidō zu besetzen.
Die Eroberung der Kurilen durch die Sowjetunion erfolgte – wegen der unübersichtlichen Ziele der Operation und des damit verbundenen Zeitdrucks – unter erheblichen Opfern. Sowjetische Marineinfanterie überwand am 18. August 1945 ab 4:30 Uhr die schmale Wasserstraße von Kamtschatka zur Insel Schumschu, auf der die japanische 91. Division stand. Die sowjetischen Marineinfanteristen benutzten für die Landung 16 amerikanische LCI (L) – Landing Craft, Infantry (Large), die je etwa 180 Mann 10 Knoten schnell zum Landungsziel bringen. Vom 10. Juni bis zum 29. Juli waren insgesamt 30 LCI (L) von der US Navy über den Alaska-Stützpunkt Cold Bay an die Sowjetmarine übergeben worden. Das Projekt Hula war eines der bestgehüteten Geheimnisse sowjetisch-amerikanischer Zusammenarbeit im Krieg gegen Japan. Trotzdem forderte die Einnahme Shumshus bis zum 21. August das Leben von 1567 sowjetischen und 1018 japanischen Soldaten, nur wenige Tage vor dem Ende des Zweiten Weltkrieges.
Das Tokioter Armeehauptquartier erlaubte dem kommandierenden General der 5. Regionalarmee, Verhandlungen über die Kapitulation aufzunehmen, was für die Garnisonen auf Schumschu, Paramuschir und Onekotan am Abend des 19. August erfolgte.

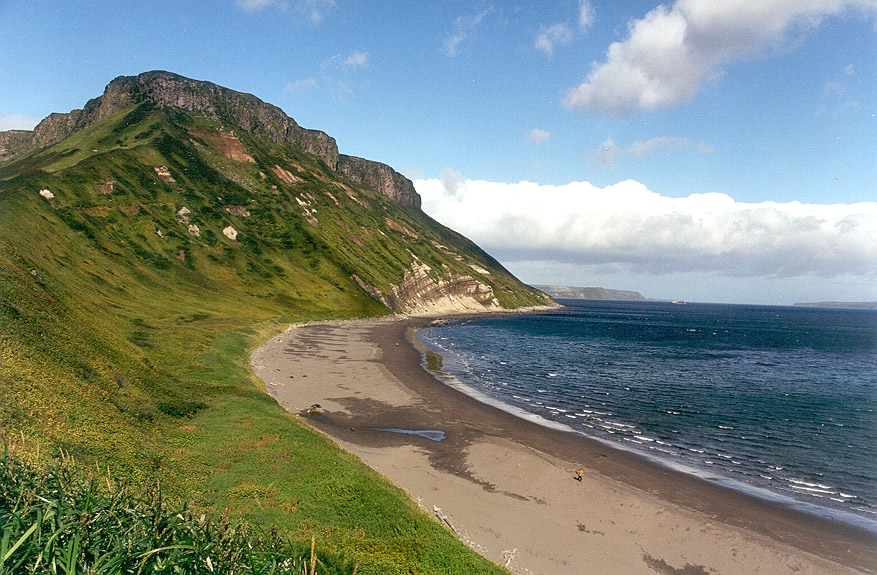
Russische Kurilen-Insel

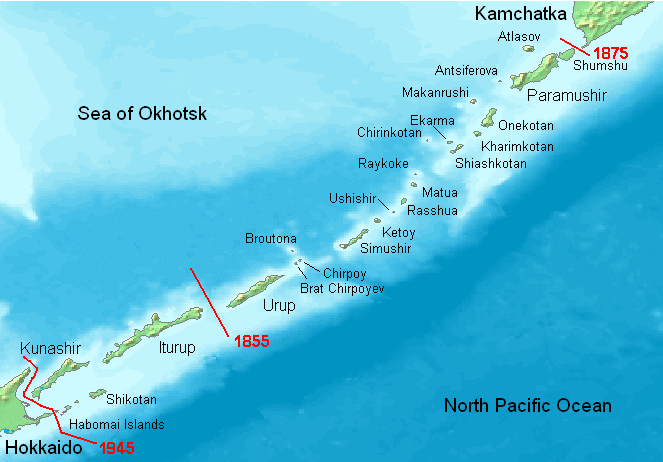
Kurilen-Inseln mit russischen Namen (in englischer Transliteration)

Bis zum 5. September 1945 wurden die übrigen Kurilen-Inseln kampflos von sowjetischen Truppen besetzt: Etorofu am 29. August, Kunashiri, Shikotan und die seit dem 16. Jahrhundert zu Japan gehörende Habomai-Inselgruppe (russ. Chabomai) am 1. September. Am 20. September wurden die beiden großen Inseln in Iturup und Kunashir umbenannt und annektiert. Die japanische Bevölkerung von etwa 17.300 Menschen wurde bis zum Frühling 1946 vertrieben. Einige japanische Postbedienstete behielt man bis 1947 da, um die japanischen Post- und Fernmeldeeinrichtungen am Laufen zu halten. Viele männliche Zivilisten und alle Soldaten wurden in sibirische Lager verbracht, was die Mehrzahl nicht überlebte. Am 2. Februar 1946 wurden die Inseln vom Präsidium des Obersten Sowjets der UdSSR zu sowjetischem Hoheitsgebiet erklärt.
1951 stellte der Friedensvertrag von San Francisco zwischen Japan und den Alliierten (dem sich die UdSSR nicht anschloss) in Artikel 2(c) fest, dass Japan alle Rechte, Titel und Ansprüche bezüglich der Kurilen und des südlichen Teils von Sachalin und ihm benachbarter Inseln aufgibt, die 1905 im Vertrag von Portsmouth infolge des Russisch-Japanischen Krieges an Japan abgetreten worden waren. Es wurden keine exakten geographischen Grenzen der Kurilen festgelegt, allerdings verstanden und akzeptierten die Teilnehmer an der Friedenskonferenz die Position Japans, dass die vier in der Diskussion stehenden Inseln nicht zu den Kurilen gezählt würden. Die USA bekräftigten dies in einer Note an die UdSSR vom 23. Mai 1957, die feststellte, dass das Wort Kurilen im Vertrag von San Francisco und im Abkommen von Jalta die Habomai-Inseln, Shikotan, Kunashiri und Etorofu weder einschließe, noch dass solch ein Einschluss beabsichtigt gewesen sei.
Bis heute ist der Kurilenkonflikt ungelöst, Japan fordert von Russland bislang vergeblich die Rückgabe der Inseln südlich von und einschließlich Etorofu (russ. Iturup).
In Japan wird der 7. Februar alljährlich als Tag der Nördlichen Territorien begangen. An diesem Tag (7. Februar 1855, japanisches Mondkalenderdatum: Ansei 1/12/21) wurde der Vertrag von Shimoda zwischen Russland und Japan unterzeichnet, der die Grenze zwischen den Inseln Iturup (Etorofu) und Urup festlegte.

### Kalter Krieg
Während des Kalten Krieges waren die Kurilen von großer strategischer Bedeutung. Sie bildeten eine Verteidigungskette vor dem sowjetischen Festland. Neben einer Division Bodentruppen (1978 eingerichtet – 1995 reduziert) wurden dazu etwa 40 MiG-23 B-Jagdbomber stationiert, die bis Tokio fliegen konnten. Insbesondere in den 1980er-Jahren galt diese sowjetische Militäreinrichtung als Bedrohung Hokkaidōs.

## Territorialstreit um die Südkurilen

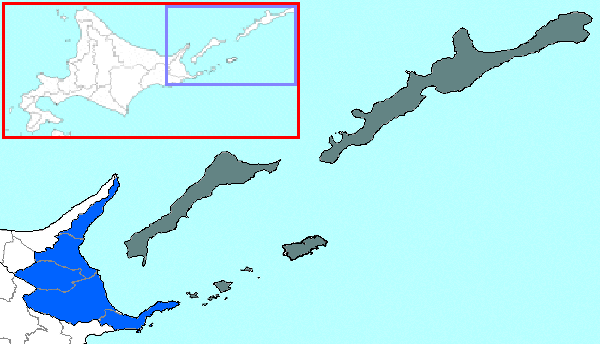
Unterpräfektur Nemuro nach japanischem Recht

Die beiden größten Inseln im südlichsten Teil der Inselkette werden von Japan beansprucht. Dies sind: Etorofu (russ.: Iturup; 3139 km²) und Kunashiri (russ.: Kunashir; 1500 km²). Zusammen nehmen sie etwa die Hälfte der Fläche aller Kurilen-Inseln ein.
Außerdem fordert Japan die Rückgabe der Insel Shikotan (255 km²) und der Habomai-Gruppe vor Nemuro (102 km²). Eine der Habomai-Inseln, Kaigara, ist nur knapp vier Kilometer von der japanischen Insel Hokkaidō entfernt. Die Habomai-Inseln und Shikotan gehör(t)en zur Provinz Nemuro bzw. heute zur Unterpräfektur Nemuro der Präfektur Hokkaidō, nicht zu den Kurilen. Die Rote Armee hatte diese Inseln 1945 ebenfalls besetzt.

## Bevölkerung
Die Bevölkerung verteilt sich sehr ungleich auf die Inseln. Ständige Bewohner gibt es nur auf vier Inseln: auf Paramuschir, Iturup, Kunaschir und Shikotan. Anfang 2010 gab es 19 bewohnte Orte: zwei Städte (Sewero-Kurilsk), ein städtisch geprägtes Dorf (Juschno-Kurilsk) und 16 Dörfer.
Die höchste Bevölkerungszahl wurde 1989 mit 29.500 Einwohnern registriert. Während der Sowjetperiode war die Bevölkerungszahl aufgrund besonderer Vergünstigungen und der hohen Zahl von Soldaten wesentlich höher. Es gab militärische Stützpunkte auf heute unbewohnten Inseln wie Schumschu, Onekotan, Simuschir und anderen.

## Geologie

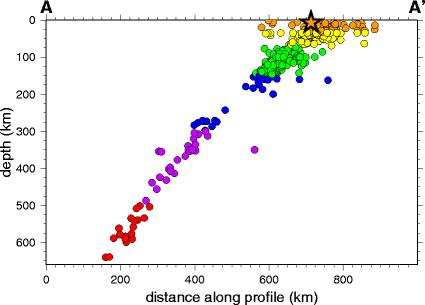
Ein Profil durch den Kurilengraben stellt die Wadati-Benioff-Zone des Grabens dar, in der bis in großen Tiefen Erdbeben-Epizentren auftreten, die entlang der hier im Winkel von rund 45° subduzierten tektonischen Platte liegen. Der Stern oben markiert das Epizentrum des Erdbebens vom 15. November 2006

Die Kurilen bilden einen Inselbogen, der durch die Auswirkungen der Plattenverschiebung entstanden ist. Sie sind ein Teil des pazifischen Feuerrings, an dem tektonische Erdplatten entlang verschiedener Subduktionszonen untereinander geschoben werden. Hier wird die Pazifische Platte unter die Ochotsk-Platte im Winkel von rund 45° subduziert.
Der vor der Inselkette liegende Kurilengraben ist ein Tiefseegraben, der diese Subduktionszone markiert. Im Kurilengraben liegt das Witjastief 3, mit 10.542 m unter dem Meeresspiegel eine der tiefsten Stellen der Erdoberfläche.
Kennzeichnend für diese tektonischen Vorgänge sind die vulkanischen Aktivitäten und häufig auftretende Erdbeben, deren Hypozentren in großer Tiefe liegen können. Ein Erdbeben der Stärke 8,3 erschütterte am 15. November 2006 die Kurilen.
Von den 68 Vulkanen der Kurilen werden 36 als aktiv eingestuft. Im Bereich des Inselbogens sind weitere 98 submarine Vulkane bekannt. Bei Vulkanausbrüchen auf den Kurilen können Aschewolken entstehen, die den Flugverkehr gefährden. Häufiges schlechtes Wetter und die Abgelegenheit der Inseln erschweren die Vulkanüberwachung, so dass der Fernerkundung mit Satelliten eine große Bedeutung zukommt.

## Liste der zu den Kurilen gehörigen Inseln

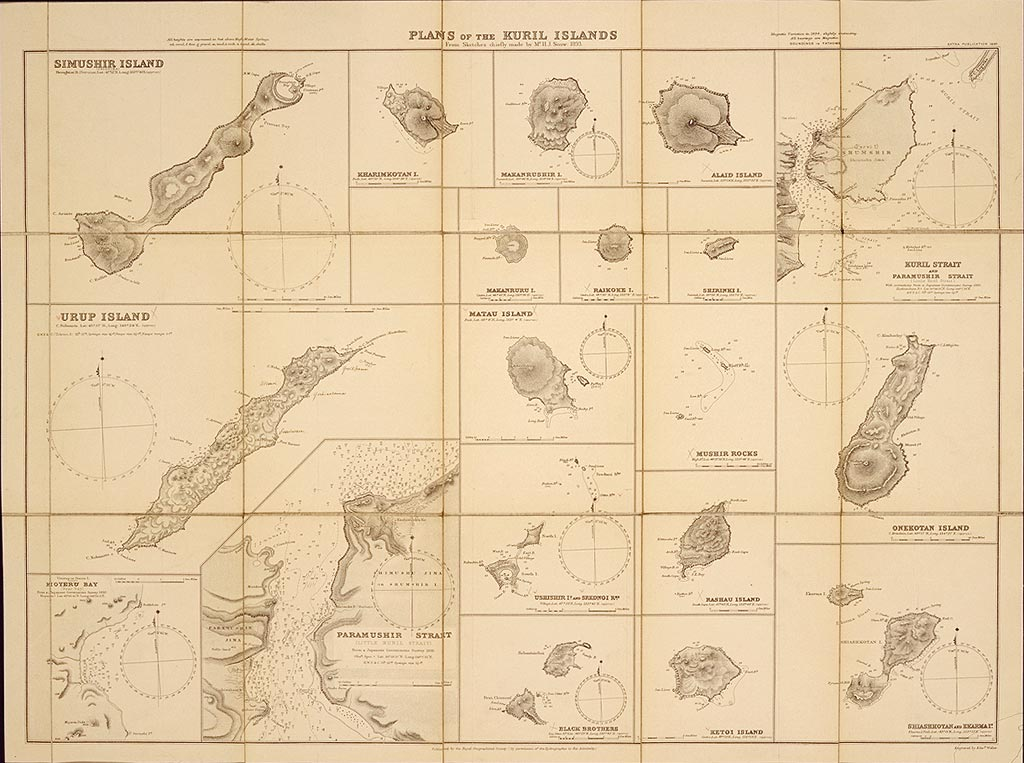
Karte von H. J. Snow, 1893

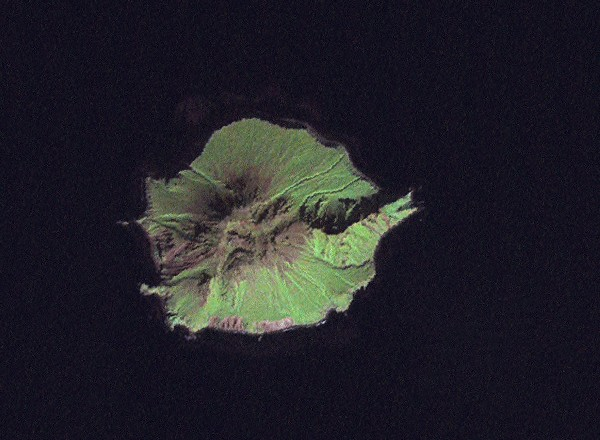
Anziferow-Insel, aufgenommen von Landsat 7 (2001)

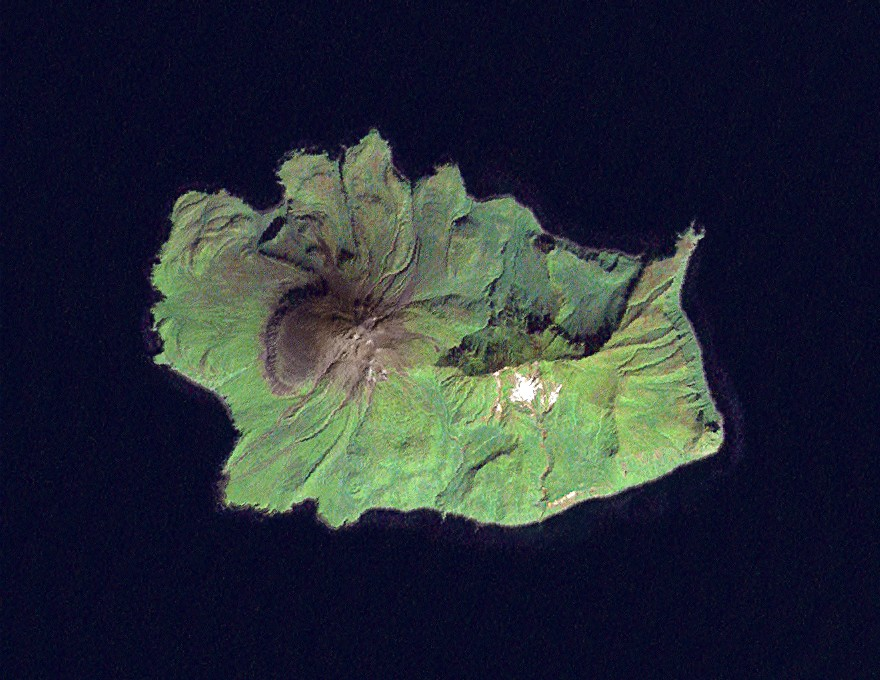
Ekarma-Insel, aufgenommen von Landsat 7 (2000)

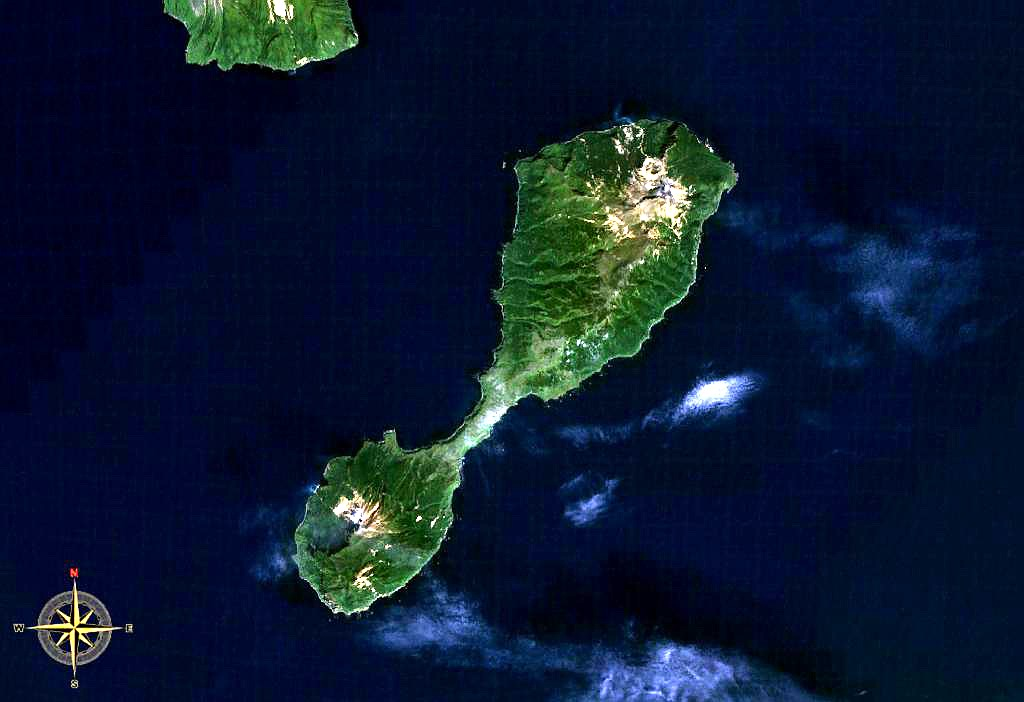
Shiashkotan-Insel, aufgenommen von Landsat 7

| Name                     | russischer Name           | japanischer Name            | Größe (km²) | maximale Höhe (m) |
| ------------------------ | ------------------------- | --------------------------- | ----------- | ----------------- |
| Kurilen                  | Курильские острова/Курилы | Chishima-rettō/Kuriru-rettō | 10.355,61   |                   |
| Nordgruppe               |                           |                             |             |                   |
| Atlassowa (Alaid)        | Атласова                  | Araido                      | 150         | 2339              |
| Schumschu                | Шумшу                     | Shumushu                    | 388         | 189               |
| Paramuschir              | Парамушир                 | Paramushiru/Horomushiro     | 2053        | 1816              |
| Anziferowa               | Ширинки                   | Shirinki                    | 7           | 747               |
| Makanruschi              | Маканруши                 | Makanrushi                  | 49          | 1171              |
| Awos                     | Авось                     | Aboshi                      |             |                   |
| Onekotan                 | Онекотан                  | Onekotan                    | 425         | 1324              |
| Charimkotan              | Харимкотан                | Harimukotan                 | 68          | 1157              |
| Tschirinkotan            | Чиринкотан                | Chirinkotan                 | 6           | 742               |
| Ekarma                   | Экарма                    | Ekaruma                     | 30          | 1170              |
| Schiaschkotan            | Шиашкотан                 | Shasukotan                  | 122         | 934               |
| Zentralgruppe            |                           |                             |             |                   |
| Lowuschki-Felsen         | Ловушки                   | Mushiru Retsugan            | 0,15        | 42                |
| Raikoke                  | Райкоке                   | Raikoke                     | 4,6         | 551               |
| Matua                    | Матуа                     | Matsua/Matsuwa              | 52          | 1496              |
| Rasschua                 | Расшуа                    | Rasushua/Rashowa            | 67          | 948               |
| Uschischir               | Ушишир                    | Ushishiru/Ushichi-shotō     | 5           |                   |
| 1. Jankitscha            | Янкича                    | Minami                      |             | 401               |
| 2. Ryponkitscha          | Рыпонкича                 | Kita                        |             | 121               |
| 3. Srednego-Inseln       | Среднего                  | Suride-iwa                  |             | 36                |
| Ketoi                    | Кетой                     | Ketoi                       | 73          | 1172              |
| Simuschir                | Симушир                   | Shimushiru                  | 353         | 1539              |
| Südgruppe                |                           |                             |             |                   |
| Broutona                 | Броутона                  | Buroton                     | 7           | 800               |
| Tschornyje-Bratja-Inseln | Чёрные Братья             | Chirihoi-shotō              |             |                   |
| 1. Tschirpoi             | Чирпой                    | Chirihoi/Cherupoi           | 21          | 691               |
| 2. Brat Tschirpojew      | Брат Чирпоев              | Chirihoi-minami             | 16          | 749               |
| Urup                     | Уруп                      | Uruppu                      | 1450        | 1426              |
| Iturup                   | Итуруп                    | Etorofu                     | 3200        | 1634              |
| Kunaschir                | Кунашир                   | Kunashiri                   | 1490        | 1822              |
| Schikotan                | Шикотан                   | Shikotan                    | 250         | 413               |
| Chabomaigruppe           | Хабомаи                   | Habomai-guntō               |             |                   |
| 1. Polonskogo            | Полонского                | Taraku                      | 12          | 16                |
| 2. Seljony               | Зелёный                   | Shibotsu                    | 51          | 25                |
| 3. Tanfiljewa            | Танфильева                | Suishō                      | 15          | 12                |
| 4. Signalny              | Сигнальный                | Kaigara                     | 2           | 34                |
| 5. Juri                  | Юрий                      | Yuri                        | 13          | 45                |
| 6. Anutschina            | Анучина                   | Akiyuri                     | 3           | 33                |
| 7. Lisji-Inseln          | Лисьи                     | Kaiba                       |             |                   |
| 8. Schischki-Inseln      | Шишки                     | Kabutojima                  |             |                   |
| 9. Storoschewoi          | Сторожевой                | Moemoshiri                  |             |                   |
| 10. Djomina-Inseln       | Дёмина                    | Harukari                    |             | 34                |

Am 11. Februar 2017 wurden 5 unbewohnte Inseln vom russischen Ministerpräsidenten benannt, eine nach dem General Kusma Derewjanko, eine nach dem Außenminister Andrei Gromyko.